# Società di capitali
Le società di capitali, nel diritto commerciale, sono forme giuridiche assunte da imprese di medie e grandi dimensioni operanti nei diversi settori produttivi. Sono società definite tali in quanto, in esse, l'elemento del capitale ha una prevalenza concettuale e normativa rispetto all'elemento soggettivo rappresentato dai soci. La partecipazione dei soci al capitale sociale può essere rappresentata da azioni o da quote a seconda dello specifico tipo di società. Sono classificate come tali la S.p.A. (società per azioni), la S.a.p.A. (società in accomandita per azioni), la S.r.l. (società a responsabilità limitata), la S.r.l.s. (società a responsabilità limitata semplificata).

## Descrizione
Le caratteristiche delle società di capitali sono:
- personalità giuridica e autonomia patrimoniale perfetta (la società risponde soltanto con il suo patrimonio)[1]. Fanno eccezione le s.a.p.a., dove i soci accomandanti sono obbligati soltanto nei limiti della quota del capitale sociale sottoscritta, mentre i soci accomandatari rispondono solidalmente e illimitatamente.
- responsabilità limitata dei soci per le obbligazioni sociali: i soci rispondono per le obbligazioni assunte dalla società nei limiti delle azioni o quote sottoscritte; in caso di insolvenza della società i creditori non possono rivalersi sul patrimonio personale dei singoli soci. Un'eccezione a questo principio si verifica quando il socio firma delle fideiussioni a garanzia di prestiti alla società: in quel caso il creditore può rivalersi sul patrimonio personale del socio-fideiussore.
- potere di amministrazione svincolato dalla qualità di socio: il socio può solo esercitare funzioni di controllo e di partecipazione ad utili e perdite e contribuire, con il suo voto proporzionale alle azioni/quote possedute, a scegliere gli amministratori
- organizzazione di genere corporativo, con organi definiti dalla legge (sia nel tipo che nelle funzioni: assemblea dei soci, amministratori, collegio sindacale)
- gestione con metodo collegiale a principio maggioritario: le decisioni vengono prese collegialmente, con diritti di voto proporzionati all'entità della partecipazione al capitale sociale

Le società di capitali si dividono in:
- società per azioni (S.p.A.);
- società in accomandita per azioni (S.a.p.A.);
- società a responsabilità limitata (S.r.l.);
- società a responsabilità limitata semplificata (S.r.l.s.).

I titoli azionari (azioni) sono titoli rappresentativi di una quota del capitale della società per azioni o in accomandita per azioni.

Le azioni ordinarie rappresentano il tipo di azione più comune e danno ai soci i seguenti diritti:
- diritto di voto nelle assemblee straordinarie/ordinarie
- diritto di partecipazioni agli utili
- diritto di sottoscrivere con precedenza eventuali aumenti di capitale
- diritto a percepire una quota proporzionale al patrimonio netto in caso di liquidazione della società.

Oltre alle azioni ordinarie, esistono vari tipi di azioni:
- azioni privilegiate: al titolare è consentito il diritto di voto solo nelle assemblee straordinarie. Tali azioni consentono ai soci un'affluenza limitata sulla gestione.
- azioni di risparmio: essendo prive del diritto di voto, non consentono alcuna influenza sulla gestione ma godono del diritto di opzione.
- azioni speciali: create dallo statuto della società.

### Le società per azioni
Nelle società per azioni (S.p.A.) il capitale sociale è rappresentato da azioni, con un valore minimo in euro pari a 50 000 (dal 2014). Le società per azioni possono emettere varie categorie di azioni (ordinarie, privilegiate, di godimento, senza voto, con voto limitato, di risparmio).
Le società per azioni si distinguono in:
- società che fanno ricorso al mercato del capitale di rischio, ovvero società che emettono azioni diffuse tra il pubblico in maniera rilevante (è il regolamento della Consob che stabilisce, in base al numero dei soci e all'ammontare del patrimonio netto della società, cosa si debba effettivamente intendere per "rilevante"). Queste società si distinguono a loro volta in società quotate (società quotate nei mercati regolamentati, che di solito non operano come società singole ma sono piuttosto inserite in un gruppo di imprese) e società non quotate (società che non ricorrono alla quotazione, ma sono tuttavia “aperte” al mercato del capitale di rischio in quanto hanno azioni diffuse in maniera rilevante presso il pubblico). Tra le società quotate, inoltre, si distingue tra società a ristretta base azionaria e società con azionariato diffuso (che coinvolgono su scala di massa azionisti detti "risparmiatori").
- società che non fanno ricorso al mercato dei capitali di rischio: società che non fanno ricorso al pubblico risparmio, si tratta di società “chiuse” formate da un ristretto numero di soci.

Inoltre, per legge hanno carattere d'impresa esercitata da società per azioni le imprese di intermediazione mobiliare (imprese che, nell'interesse degli investitori, operano sui mercati finanziari con strumenti finanziari, definiti come "valori negoziabili sul mercato dei capitali" ed espressamente rivolti alla raccolta del risparmio su larga scala). Le imprese di intermediazione mobiliare sono: banche, imprese di assicurazione, società di gestione del risparmio (anche dette società ad investimento mobiliare - S.i.m.).
Esse sono società azionarie a diritto speciale, vista la particolare normativa che le riguarda e che prevede:
- garanzie di trasparenza della proprietà, delle attività e degli assetti azionari, con particolare riguardo alla partecipazioni rilevanti
- disciplina dei rapporti di gruppo e degli accordi parasociali che possono intercorrere tra i soci di comando
- nuovi diritti degli azionisti di minoranza
- obblighi in materia di offerte pubbliche di acquisto e di scambio
- disciplina della rappresentanza e delega nell'esercizio del diritto di voto e voto per corrispondenza
- funzioni di controllo contabile e di gestione della società (esercitati dalla Consob, Commissione nazionale per le società e la borsa), con particolare riguardo ai documenti di bilancio

Tali norme sono poste particolare garanzia degli investitori, in linea anche con quanto stabilito dall'art. 47 della Costituzione ("La Repubblica incoraggia e tutela il risparmio in tutte le sue forme")

### La società in accomandita per azioni
Le società in accomandita per azioni (S.a.p.A.) rappresentano una derivazione delle società per azioni; sono caratterizzate dalla presenza di due categorie di soci: i soci accomandatari, che rispondono solidalmente e illimitatamente dei debiti sociali, ed hanno la qualifica di amministratori della società, e i soci accomandanti, che rispondono limitatamente alle quote sottoscritte e non possono svolgere le funzioni tipiche degli amministratori.
La costituzione avviene con atto pubblico, che deve indicare, oltre quanto richiesto all'art. 2328 del c.c. per le società per azioni, i soci accomandatari della società.
A tutela dei terzi, in modo da rendere immediata l'identificazione di almeno uno degli amministratori il cui patrimonio va ad integrare quello sociale, la denominazione sociale deve essere costituita dal nome di uno o più accomandatari, con l'indicazione di S.a.p.a.
Il notaio entro 20 giorni provvede al deposito dell'atto costitutivo presso l'Ufficio del registro delle Imprese e alla contestuale iscrizione della società presso lo stesso Ufficio: con l'iscrizione la società acquisisce personalità giuridica.
L'amministrazione della società, infatti, spetta di diritto ai soci accomandatari e la carica di amministratore è a tempo indeterminato.
L'assemblea dei soci ha la facoltà di revocare il mandato di amministratore per giusta causa, in assenza della quale l'amministratore revocato ha diritto al risarcimento dei danni (art. 2456 c.c.). L'accomandatario che cessa dalla funzione di amministratore, per revoca o per rinuncia, a differenza di quanto previsto per le società in accomandita semplice, non è responsabile per le obbligazioni societarie sorte dopo l'iscrizione nel registro delle imprese della cessazione dall'ufficio (art. 2461 c.c.).
Il funzionamento della società si basa sulla compresenza di tre organi:
l'assemblea dei soci, costituita da soci di entrambi i tipi e le cui maggioranze si formano in base alle quote di capitale possedute, indipendentemente dallo status di accomandante o accomandatario;
l'organo amministrativo, composto dai soci accomandatari, amministratori di diritto della società (art. 2455 c.c.);
il collegio sindacale, organo di controllo della società. Al fine di garantirne l'autonomia e l'indipendenza, nelle assemblee dei soci in cui se ne eleggono o revocano i membri, non hanno diritto di voto gli accomandatari (art. 2459 c.c.).
Sia le s.a.p.a. che le s.p.a. devono possedere le seguenti caratteristiche:
- il capitale sociale minimo è di 50.000 euro come per le S.p.A.
- il capitale sociale è composto da azioni;
- le azioni devono essere di uguale valore, ma possono attribuire diversi diritti (azioni ordinarie, privilegiate, con voto limitato);

Lo scioglimento della società in accomandita per azioni può avvenire, oltre che per le cause comuni alle altre società di capitali, per una causa specifica dettata dall'art. 2458 del c.c. che stabilisce che, qualora tutti gli amministratori decadono dal loro incarico, la società si scioglie se nel termine di 180 giorni non si sia provveduto alla loro sostituzione e i sostituti non abbiano accettato la carica. Per questo lasso di tempo il collegio sindacale nomina un amministratore provvisorio (anche estraneo alla società) con il compito di svolgere gli atti di ordinaria amministrazione.
Le cause di scioglimento comuni alle società di capitali (art. 2484 del c.c.) sono il decorso del termine, il conseguimento dell'oggetto sociale o la sopravvenuta impossibilità di conseguirlo, l'impossibilità di funzionamento o la reiterata inattività da parte dell'assemblea, la riduzione del capitale al di sotto del minimo legale (fatta salva la previsione dell'artt. 2447 c.c. relativamente al suo reintegro), l'impossibilità di liquidare la quota del socio recedente, la deliberazione dell'assemblea e le altre cause previste dall'atto costitutivo, dallo statuto e dalle leggi vigenti.
- possono far ricorso alla raccolta del risparmio pubblico attraverso l'emissione delle obbligazioni.

### La società a responsabilità limitata
Le società a responsabilità limitata (S.r.l.) costituiscono un modello societario a ristretta compagine sociale; in esse le quote sociali non possono essere rappresentate da azioni ed è vietata la raccolta del risparmio presso il pubblico.
La società a responsabilità limitata (S.r.l.), disciplinata nel Codice Civile dagli articoli 2462-2483, rappresenta la forma più flessibile e diffusa tra le società di capitali, destinata tendenzialmente ad imprese di dimensioni più ridotte.
La S.r.l. presenta caratteristiche intermedie tra società di capitali e società di persone, condividendo con le prime l'autonomia patrimoniale perfetta, con i soci che rispondono limitatamente alla propria quota delle obbligazioni sociali, e con le società di persone la forte autonomia statutaria nella disciplina dei rapporti interni tra soci.
Il capitale sociale minimo è di 10000,00 €, suddiviso in quote che attribuiscono a ciascun socio un potere proporzionale alla quota posseduta, salva diversa disposizione dell'atto costitutivo. Possono essere oggetto di conferimento (art. 2464 c.c.) tutti gli elementi dell'attivo suscettibili di valutazione economica: denaro, crediti, beni mobili ed immobili, ma anche prestazioni di opera o di servizi in favore della società, per le quali si richiede la presentazione di una polizza d'assicurazione o di una fideiussione bancaria che garantisca gli obblighi assunti dal socio.
Le caratteristiche delle S.r.l. sono:
- il capitale sociale minimo è di 10.000 euro (1 euro nella società a responsabilità limitata semplificata);
- il capitale sociale è diviso in quote;
- tutte le quote possono essere sottoscritte o acquisite successivamente da un unico socio (si parla in tal caso di società a responsabilità limitata unipersonale);
- le quote possono essere di importo diverso, ma non possono essere oggetto di sollecitazione all'investimento del pubblico risparmio;
- i titoli di debito emessi dalla società possono essere sottoscritti soltanto da investitori professionali.

Il valore dei conferimenti non può essere complessivamente inferiore all'ammontare del capitale sociale.
Le decisioni vengono prese con deliberazione assembleare, ma l'atto costitutivo può derogare a tale norma.
Le s.r.l. possono essere costituite per contratto o con atto unilaterale, purché l'atto costitutivo rispetti i requisiti indicati dalla legge.
Gli amministratori hanno la rappresentanza generale della società e sono responsabili verso di essi per i danni che possono essere causati, tale responsabilità non si estende a chi dimostri di essere esente da colpa o che abbia fatto constare il proprio dissenso.

## Gli organi sociali delle società di capitali
Perché la società operi regolarmente occorre che al suo interno vengano svolte correttamente determinate funzioni comuni a tutte le società: l'organizzazione, la gestione e il controllo (art. 2363-2409). Nelle società di capitali ciascuna di queste compete ad un organo corrispondente:
- l'assemblea, che delibera sull'organizzazione interna e le questioni più importanti della società;
- il consiglio di amministrazione, oppure l'amministratore unico, oppure una governance duale, che hanno in tutti i casi funzione esecutiva e di gestione;
- il collegio sindacale, che ha funzioni di controllo.

### L'assemblea
L'assemblea rappresenta nelle società di capitali il luogo di formazione della volontà e di scelte cruciali, tra cui l'approvazione del bilancio, le operazioni straordinarie, lo scioglimento della società. È l'organo collegiale nel quale si forma, secondo il criterio maggioritario, la volontà sociale. Gli altri organi, cioè l'amministratore e il collegio sindacale, sono subordinati all'assemblea. Il pieno diritto di voto in assemblea spetta ai soci possessori di azioni ordinarie, i quali possono intervenire in assemblea anche per procura e non quindi per forza di persona.
Il legislatore ha predisposto alcuni strumenti operativi:
- un procedimento assembleare analiticamente disciplinato nella spa e regolamenti elastici e flessibili nella s.r.l.

L'assemblea ordinaria e quella straordinaria sono fondamentalmente lo stesso organo, ma deliberano su questioni diverse. Sono previsti per i due tipi di assemblee diverse soglie minime di costituzione (quorum costitutivi) e di decisione (quorum deliberativi) (art. 2368).
L'assemblea è ordinaria quando (art. 2364):
- approva il bilancio;
- nomina o revoca gli amministratori, i sindaci, il presidente del collegio sindacale e il revisore contabile;
- determina il compenso degli amministratori e dei sindaci, se non è stabilito dallo statuto;
- delibera sulle responsabilità degli amministratori e dei sindaci;
- delibera sulle altre questioni poste alla sua attenzione dalla legge, dallo statuto o dagli amministratori.

L'assemblea è straordinaria quando è chiamata a deliberare (art. 2365):
- sulle modificazioni dello statuto (compreso l'aumento del capitale sociale);
- sulla nomina e sui poteri dei liquidatori.

### Gli amministratori
Gli amministratori costituiscono l'organo esecutivo della S.p.A. Agli amministratori, nominati dall'assemblea o dall'atto costitutivo, è affidato il compito di dare materiale esecuzione sia alle delibere dell'assemblea, sia agli atti di gestione, tanto di ordinaria quanto di straordinaria amministrazione (art. 2380 c.c.).
L'amministrazione può essere:
- unica: viene nominato un amministratore unico (AU);
- duale: vengono nominati due amministratori (governance duale);
- collegiale: viene nominato il consiglio di amministrazione (CdA), diretto da un presidente che viene designato dall'assemblea oppure dagli stessi componenti del consiglio di amministrazione. In questi casi spesso il consiglio delega ad un amministratore delegato alcune funzioni.

Gli amministratori hanno l'obbligo di:
- far tenere i libri obbligatori, sociali e contabili;
- redigere il bilancio di esercizio;
- convocare l'assemblea dei soci.

Nelle s.p.a. l'amministrazione è affidata a persone solitamente diverse dai soci, mentre nelle S.a.p.A. sono amministratori di diritto i soci accomandatari e nelle s.r.l., data la ridotta dimensione, il più spesso l'amministratore unico è il socio di maggioranza o il socio unico.

### Il controllo sulla gestione e il controllo contabile
Nelle s.p.a. la funzione di controllo è affidata al collegio sindacale, che è composto (art. 2397) da tre o cinque membri effettivi e da due membri supplenti tutti nominati dall'assemblea ed ha la durata di tre esercizi. L'assemblea designa anche il presidente del collegio sindacale, che deve vigilare:
- sull'osservanza della legge e dello statuto;
- sul rispetto dei principi di corretta amministrazione;
- sull'adeguatezza dell'organizzazione amministrativa e contabile della società e sul suo concreto funzionamento.

Il controllo contabile, che può essere affidato anche a un revisore contabile o a una società di revisione, consiste invece:
- nella verifica periodica della regolare tenuta della contabilità sociale e della corretta registrazione nella contabilità dei fatti di gestione;
- nella verifica del bilancio e, in particolare, della rispondenza dello stesso alla normativa e alle risultanze della contabilità;
- nella formulazione di un giudizio sul bilancio.

## La fase costitutiva
Per costituire una società per azioni occorre la stipulazione dell'atto costitutivo, il deposito dello stesso presso l'ufficio del registro delle imprese entro 20 giorni dalla costituzione e l'iscrizione della società presso l'ufficio del registro delle imprese.
Questa stessa procedura deve essere osservata anche per le eventuali modificazioni apportate allo statuto e all'atto costitutivo nel corso della vita della società.
Le condizioni preliminari per la costituzione di una S.p.A. o S.a.p.A. sono:
- sottoscrizione dell'intero ammontare del capitale sociale;
- versamento del 25% dei conferimenti in denaro in conto vincolato, successivamente verrà effettuato il restante versamento tramite richiamo;
- presentazione della relazione di un esperto designato dal tribunale se vi sono conferimenti di beni e crediti (viene stabilito il valore del conferimento);
- sussistenza di leggi speciali o autorizzazioni governative in relazione all'oggetto sociale.

Le condizioni preliminari per la costituzione di una S.r.l. sono:
- sottoscrizione dell'intero ammontare del capitale sociale;
- versamento del 25% dei conferimenti oppure stipulazione di una polizza assicurativa o di una fideiussione bancaria per un importo almeno corrispondente;
- presentazione della relazione di un esperto iscritto all'Albo dei revisori (oppure di una società di revisione) se vi sono conferimenti di beni e crediti (viene stabilito il valore del conferimento);
- sussistenza di leggi speciali o autorizzazioni governative in relazione all'oggetto sociale.

Nella società per azioni la costituzione può avvenire secondo due diverse modalità:
- costituzione simultanea: effettuata da parte di un gruppo ristretto di persone che, in presenza di un notaio che redige l'atto costitutivo, sottoscrive l'intero capitale e stabilisce lo statuto;
- costituzione per pubblica sottoscrizione: detta anche costituzione successiva, mediante la quale un gruppo di soci promotori stabilisce un programma sulla cui base si raccolgono sottoscrizioni secondo le modalità stabilite dalla legge.

### L'atto costitutivo
L'atto costitutivo può consistere in un contratto tra più parti (se vi è la pluralità dei soci), oppure in un atto unilaterale (se vi è un socio unico).
L'atto costitutivo, secondo l'articolo 2328 c.c., deve essere redatto per atto pubblico e deve indicare:
- le generalità dei soci (o la denominazione e la sede) e il numero di azioni assegnate a ciascuno;
- la denominazione e il comune ove sono poste la sede della società e le eventuali sedi secondarie;
- l'attività che costituisce l'oggetto sociale;
- l'ammontare del capitale sottoscritto e di quello versato;
- il numero, l'eventuale valore nominale, e le caratteristiche e modalità di emissione delle azioni;
- il valore attribuito ai crediti e beni conferiti in natura;
- le norme secondo le quali gli utili devono essere ripartiti;
- i benefici eventualmente accordati ai promotori o ai soci fondatori;
- il sistema di amministrazione adottato, il numero e i poteri degli amministratori, indicando quali hanno la rappresentanza;
- il numero dei componenti del collegio sindacale;
- la nomina dei primi amministratori e dei sindaci, ovvero dei componenti del consiglio di sorveglianza;
- l'importo globale, almeno approssimativo, delle spese per la costituzione poste a carico della società;
- la durata della società oppure, se costituita a tempo indeterminato, il periodo di tempo entro il quale il socio, previa comunicazione, può recedere dal contratto (max 1 anno).

Lo statuto, contenente le norme relative al funzionamento della società, costituisce parte integrante dell'atto costitutivo e, in caso di contrasto, prevale il primo.
Prima di depositare l'atto costitutivo, il notaio ha l'obbligo di verificare che siano state rispettate le condizioni richieste dalla legge per la costituzione della società:
- il capitale sociale deve essere sottoscritto per intero;
- devono essere rispettati gli obblighi relativi ai conferimenti (vedi art. 2342 e 2343 c.c.);
- sono state ottenute le autorizzazioni governative eventualmente richieste dalle leggi speciali.